# Culex samoaensis
Culex samoaensis är en tvåvingeart som först beskrevs av Theobald 1914.  Culex samoaensis ingår i släktet Culex och familjen stickmyggor. Inga underarter finns listade i Catalogue of Life.